# Klockmannita
La klockmannita és un mineral de la classe dels sulfurs. Rep el seu nom en honor de Friedrich Klockmann (1858 – 1937).

## Característiques
La klockmannita és selenur de coure i la seva fórmula química és CuSe. A més dels elements de la seva fórmula, pot contenir impureses de plata. Cristal·litza en el sistema hexagonal en forma d'agregats granulars, alguns dels quals tenen grans tabulars que poden ser prims o gruixuts. La seva duresa a l'escala de Mohs és de 2 a 2,5. És l'anàleg mineral amb seleni de la covel·lita (CuS) i amb coure de l'achavalita (FeSe), la freboldita (CoSe) i la sederholmita (NiSe). És inestable sota condicions de pressió descomponent en umangita i krut'aïta.
Segons la classificació de Nickel-Strunz, la klockmannita pertany a «02.CA: Sulfurs metàl·lics, M:S = 1:1 (i similars), amb Cu» juntament amb els següents minerals: covel·lita, spionkopita, yarrowita, nukundamita i calvertita.

## Formació i jaciments
La klockmannita és d'origen hidrotermal i apareix en dipòsits rics en coure i tel·luri. A més de l'Argentina, també ha estat trobada a Alemanya, Austràlia, Àustria, Bolívia, el Canadà, Finlàndia, França], el Kazakhstan, Mèxic, Polònia, la República Democràtica del Congo, la República Txeca, el Regne Unit, Romania, Rússia, Suècia, Suïssa, Xile i la Xina.
Sol trobar-se associada associada amb altres minerals com: clausthalita, umangita, eucarita, berzelianita, crookesita i calcomenita.